# César Sampaio
César Sampaio, teljes nevén: Carlos César Sampaio Campos (São Paulo, 1968. március 31. –), brazil válogatott labdarúgó.
A brazil válogatott tagjaként részt vett az 1993-as, az 1995-ös és az 1997-es Copa Américán, az 1997-es konföderációs kupán és az 1998-as világbajnokságon.

## Sikerei, díjai
Palmeiras
- Brazil bajnok (2): 1993, 1994
- Paulista bajnok (2): 1993, 1994
- Brazil kupagyőztes (1): 1998
- Torneio Rio-São Paulo (2): 1993, 2000
- Copa Mercosur győztes (1): 1998
- Copa Libertadores győztes (1): 1999

Corinthians
- Paulista bajnok (1): 2001

Deportivo
- Spanyol szuperkupa (1): 2000

Brazília
- Világbajnoki döntős (1): 1998
- Konföderációs kupa győztes (1): 1997
- Copa América (1): 1997